# RG-31 Nyala
RG-31 Nyala (з англ. Nyala — Ньяла, африканська антилопа) — повнопривідний багатоцільовий броньований автомобіль із захистом від мін і засідок, розроблений у Південно-Африканській Республіці компанією Land Systems OMC (відділення BAE Systems).
RG-31 класифікується Міністерством оборони США як MRAP першого класу. Автомобіль розроблений витримати вибух, еквівалентний двом антитанковим мінам TM-57 підірваними одночасно.
Автомобіль вміщує екіпаж з 8 або 10, включаючи водія, залежно від моделі.

## Характеристки RG-31 Mk5

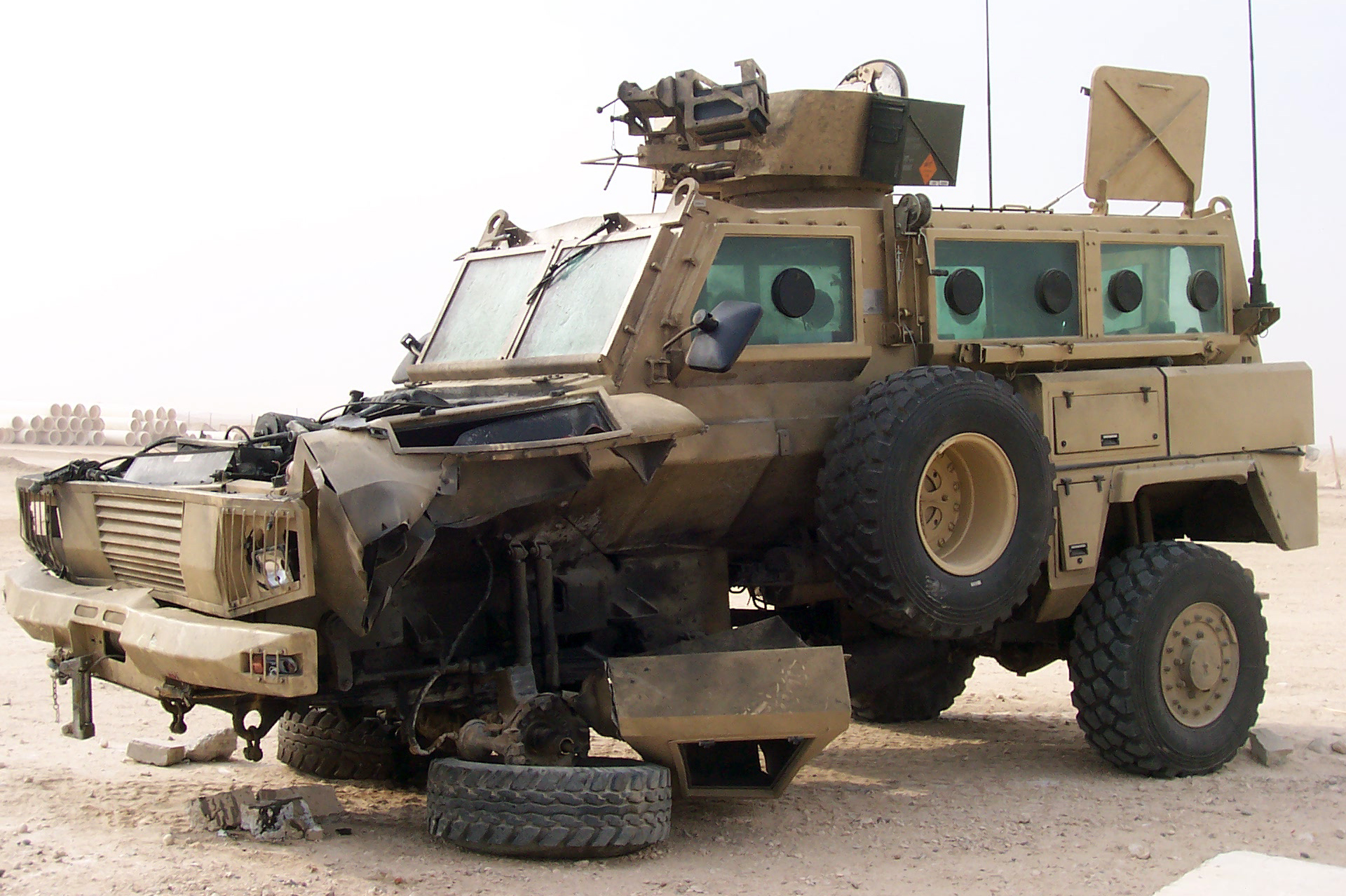
RG-31 Nyala Пошкоджений міною

RG-31 Mk5 має цільнометалевий зварний броньований корпус. Посадка та висадка здійснюється через великі кормові двері, і дві бічні двері кабіни. У кожному з бортових броньованих склах є прорізи для стрільби зі стрілецької зброї. Внутрішня модульна конструкція кузова дозволяє створювати конфігурації: бронетранспортер, командно-штабна машина, медична машина, розвідувальна машина та багато інших.
Бронювання забезпечує захист від куль калібром 9-мм і вибухових пристроїв потужністю до 14 кг тротилового еквівалента під колесом і до 7 кг під корпусом. Бронекорпус має V-подібне днище для розсіювання ударної хвилі вибухових пристроїв. Передбачається можливість застосування штатного комплекту додаткових навісних броньованих панелей.
Озброєння розташовується на дистанційно керованої турелі Kongsberg M151. Як основне озброєння використовуються 12,7-мм кулемет Browning M2 або 40-мм автоматичний гранатомет Mk 19.
Допоміжне обладнання: лебідка з приводом від двигуна. Може оснащуватися системами кондиціонування повітря та охолодження питної води. Передбачені необхідні запаси продовольства, води, боєприпасів та інших матеріальних засобів на термін до 3 діб автономних дій.
- Двигун — восьмициліндровий, V-подібний, дизельний, з турбонаддувом. Потужність — 275 кс.
- Коробка передач — автоматична п'ятиступінчаста.
- Підвіска — незалежна пружинна з гідравлічними амортизаторами.
- Система регулювання тиску в шинах.
- Гальмівна система з незалежним включенням дисків коліс.

### Найвідоміші модифікації
- RG-31 Mk3A — Перша модель, створена на базі транспортеру Mamba.
- RG-31 Mk5
- RG-31 Mk5E — Витягнутий Mk5 з більшим пасажирською (8 місць для піхоти) / вантажною місткістю. Поліпшений вибухо та балістичний захист.
- RG-31 Mk6E — Поліпшений захист екіпажу.[3]
- RG-31 Charger — Модифікація для Армії США Mk3 з двигуном від Detroit Diesel та Mk5 з двигуном від Cummins.
- RG-31 Sabre — Модифікація для перевезення вантажів.
- RG-31M — Автоматичне підкачування покришок та інші незначні поліпшення. Ця модифікація має 5 місць для піхоти.

## Оператори
- Канада:
  - Збройні сили Канади: 75 х RG-31 Mk3 з Protector (RWS)
  - Поліцейські підрозділи: 2 x RG-31 Mk3A
- Колумбія:
  - Національна армія Колумбії: 4 × RG-31 Nyala
- Іспанія: 150 × RG-31 Mk5E Nyala з Samson (RCWS). Використовується у Ліван та Афганістані.
- Малі: 5 × RG-31 Nyala
- Нігерія: 1 × RG-31 Nyala
- Руанда: 6 × RG-31 Nyala
- Есватіні: 7 × RG-31 Nyala Mk5E
- ОАЕ: 76 × модифікованих RG-31 Mk5
- ООН: 30 × RG-31 Nyala
- США:
  - Командування сил спеціальних операцій США: 50 × Mk5A1S
  - Армія США:
    - 148 × RG-31 Mk3 Charger
    - 257 × Mk5A1
    - 111 × Mk5E[4]

  - Корпус морської піхоти США:
    - 12 × Mk5A
    - 1385 × Mk5E